# Căluțul cu coamă albastră
Căluțul cu coamă albastră este un film românesc din 1969 regizat de Tatiana Apahidean.